# Palazzo Medici (Pisa)

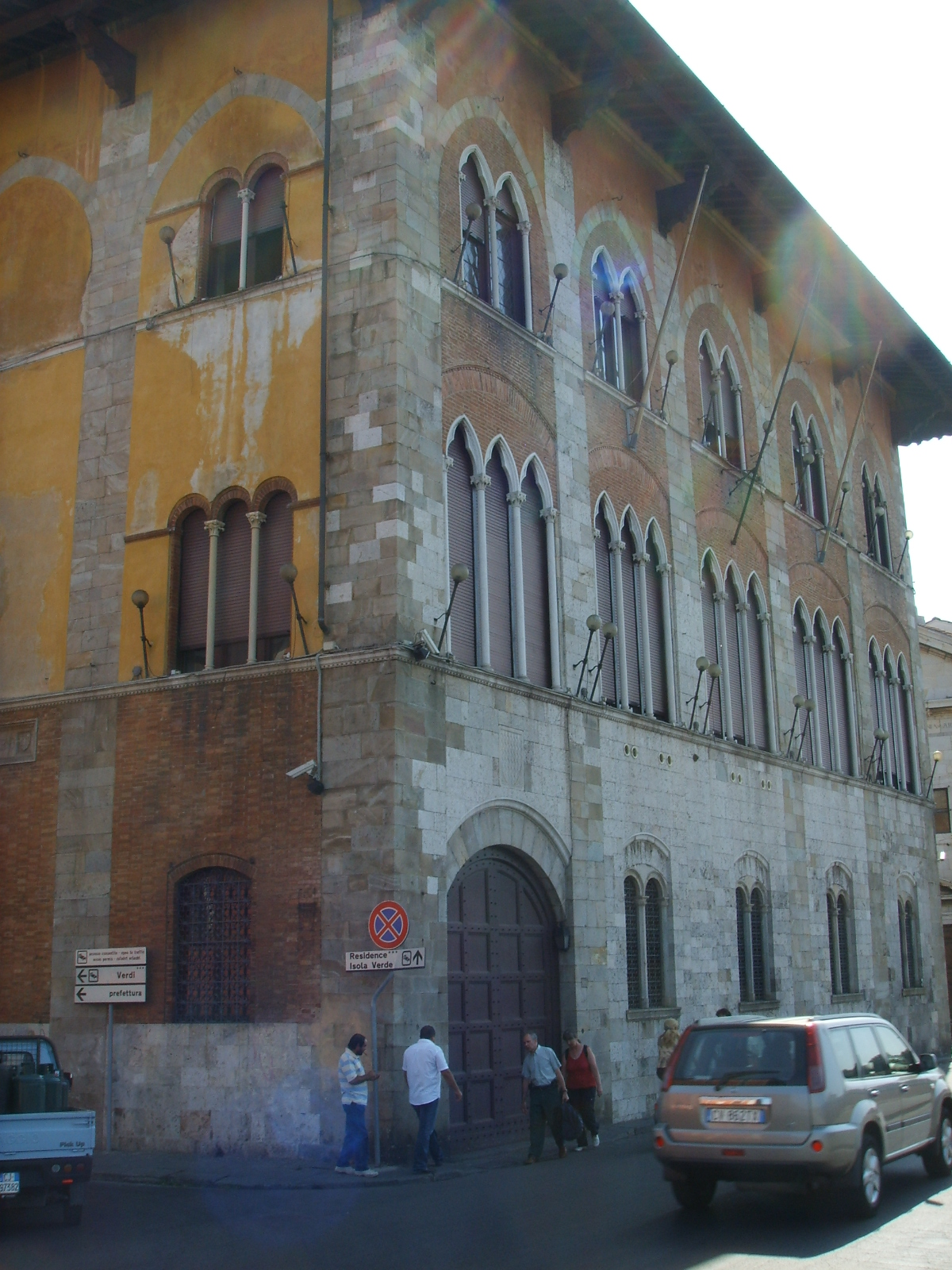
Vista parcial da fachada do Palazzo Medici.

O Palazzo Medici, antigo Palazzo Appiano, é um palácio de Pisa, na Itália, situado no Lungarno Mediceo.

## História e Arquitectura

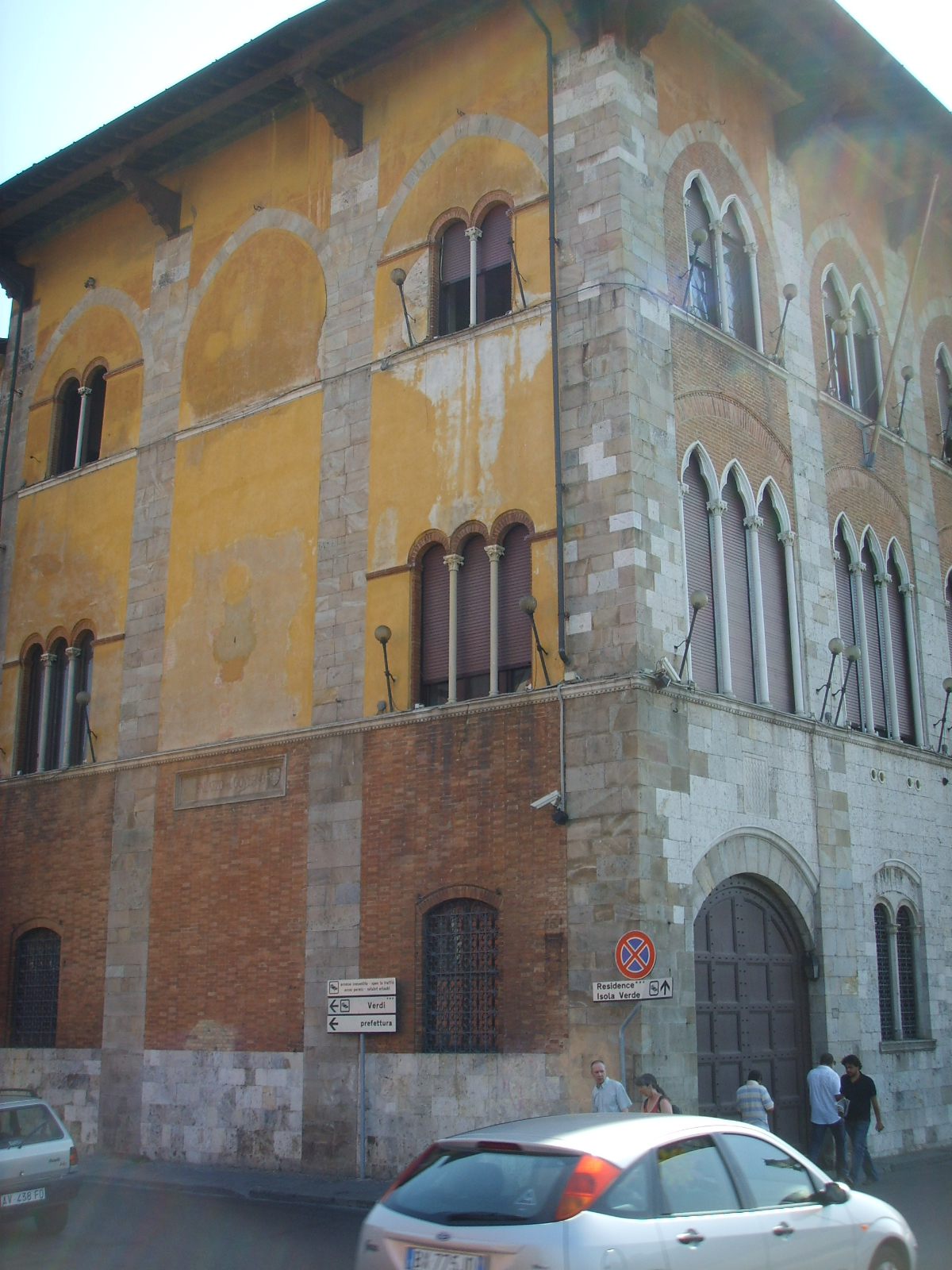
Esquina do palácio, onde são visíveis as estruturas medievais.

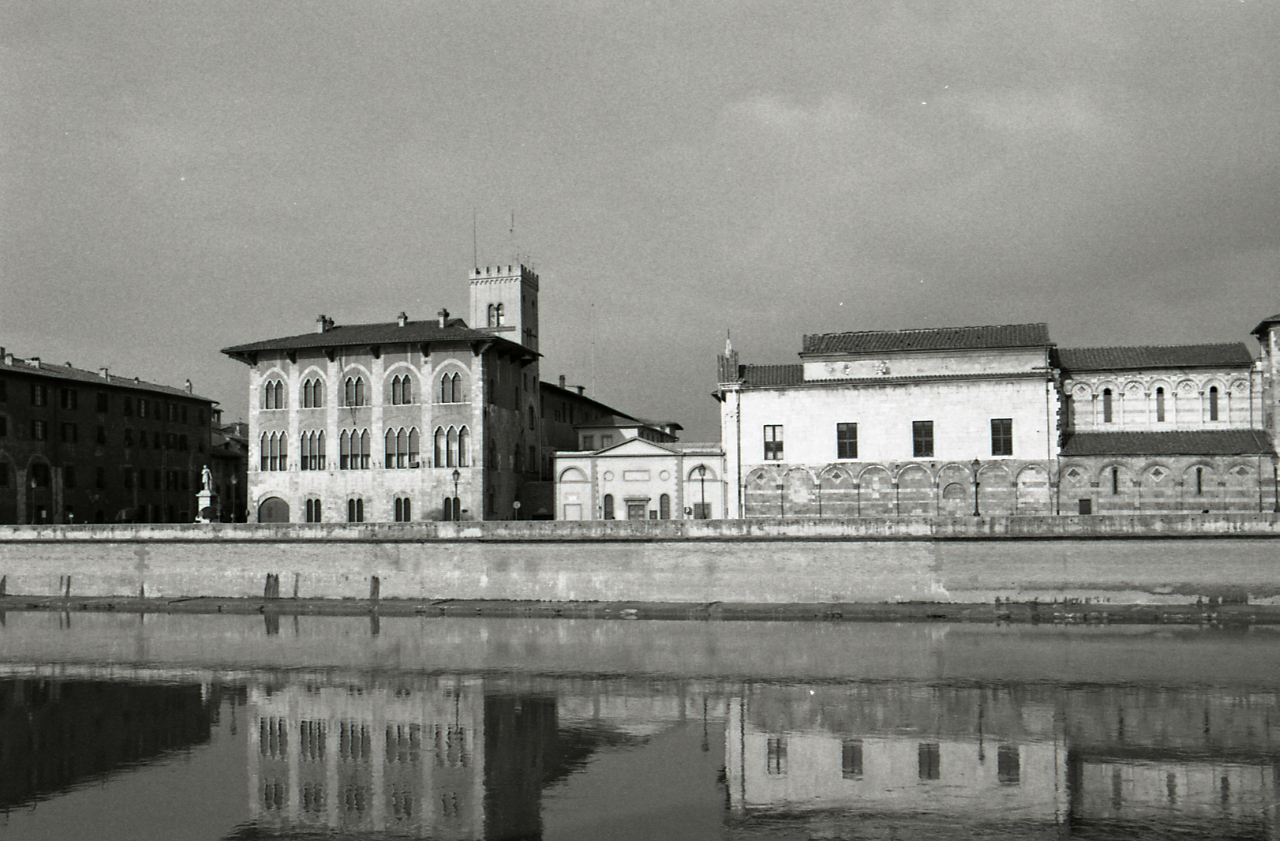
Vista do lungarno Mediceo com o Palazzo Medici (à esquerda) e a igreja e o convento de San Matteo, em uma foto de Paolo Monti, 1973

As formas actuais do palácio remontam ao século XIII, pelo que este também ficou conhecido como Palazzo "Vecchio" ("Palácio Velho"), e foram edificadas sobre construções precedentes datadas do século XI. 
O palácio foi habitado pelos Appiano, senhores de Pisa de 1392 a 1398, e mais tarde adquirido pelos Médici, em 1446, na época de Pedro, o Gotoso; também o filho deste, Lourenço o Magnífico, fez aqui várias estadias, quando se deslocava para a costa toscana a fim de tratar da sua fraca saúde, acompanhado dos seus amigos humanistas como Agnolo Poliziano. 
No final desse mesmo século, em 1494, Carlos VIII de França, hóspede de Pedro, o Desafortunado, residia neste palácio enquanto a cidade de Florença se rebelava contra o próprio Pedro, pelo excesso de subserviência que este mostrava em relação ao monarca estrangeiro.
A fachada mostra a cobertura em pietra verrucana (uma rocha metamórfica) no piso térreo, onde se abrem janelas bíforas, enquanto nos dois andares superiores se notam os perfis das antigas impostas e arcos de alívio da estrutura, que intervalam as elegantes janelas tríforas, no primeiro andar, e bíforas, no segundo.
Actualmente, o palácio serve de sede à prefeitura de Pisa. 